# Литовський окремий корпус
Лито́вський окре́мий ко́рпус — військове оперативне формування  Російської імперії, призначене для виконання завдань на самостійному операційному напрямку. Дислокувався в  Гродненській губернії і  Білостоцькій області. 
 Корпус  сформований в 1817 році з 27-ї та 18-ї  піхотних дивізій і 29-ї артилерійської бригади. Потім до складу його були включені ще інші військові частини, у тому числі новосформовані полки: лейб-гвардії  Литовський,  Волинський,  Подільський кірасирський,  Уланський цесаревича  Костянтина Павловича і гродненський гусарський. Після  війни 1828-1829 років Литовський окремий корпус був перейменований в 6-й, а після  повстання 1831 року розформований. Особливість Литовського корпусу полягала в тому, що війська, які входили до його складу, крім гвардійських, комплектувалися з  поляків і  литовців. Зовнішньою відзнакою Литовського корпусу служив срібний прилад і жовтий колір комірів, лацканів, випушек та ін.